# Zweifarbenrücken-Baumstachler

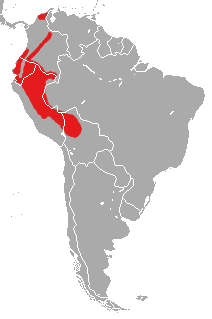
Verbreitungsgebiet des Zweifarbenrücken-Baumstachlers

Der im nordwestlichen Südamerika verbreitete Zweifarbenrücken-Baumstachler (Coendou bicolor) ist ein Nagetier in der Gattung der Greifstachler. Rothschilds Baumstachler (Coendou rothschildi) und der Anden-Baumstachler (Coendou quichua) wurden zeitweilig zu dieser Art gerechnet. Die mit dem Epitheton richardsoni gelistete Unterart zählt möglicherweise zu Rothschilds Baumstachler.

## Merkmale
Mit einer Kopf-Rumpf-Länge von 378 bis 493 mm und einer Schwanzlänge von 460 bis 540 mm ist die Art innerhalb der Gattung mittelgroß. Die weichen Haare der Oberseite sind schwarzbraun und die Unterseite ist dunkelbraun gefärbt. Oberseits sind viele hellgelbe Stacheln eingemischt, die eine schwarze Spitze besitzen. Die Rückenmitte ist sehr dunkel aufgrund langer schwarzer Spitzen. Auch auf der Oberseite des Greifschwanzes befinden sich Stacheln, mit Ausnahme der letzten 50 mm. Um die Schultern sind die Stacheln deutlich länger, was eine Art Mantel erzeugt.

## Verbreitung
Dieses Nagetier ist in den Anden und im vorgelagerten Hügelland von Kolumbien über Ecuador, das nordwestliche Brasilien und Peru bis Bolivien verbreitet. Es erreicht gelegentlich 2500 Meter Höhe. Eine isolierte Population lebt im Norden Kolumbiens. Der Zweifarbenrücken-Baumstachler hält sich in Regenwäldern und feuchten Bergwäldern auf.

## Lebensweise
Die nachtaktiven Exemplare klettern in Bäumen und anderen Gewächsen. Sie leben meist einzeln oder manchmal als Paar und ruhen in Baumhöhlen. Die Nahrung besteht aus Blättern, Früchten und Baumrinde. Bei Gefahr können sich die Tiere mit ihren Stacheln oder mit Bissen verteidigen.

## Gefährdung
Gelegentlich wird dieses Nagetier in bolivianischen Plantagen als Fruchtschädling bekämpft. Andere Bedrohungen sind nicht bekannt. Die IUCN listet den Zweifarbenrücken-Baumstachler als nicht gefährdet (least concern).